# Kaštel v Tomášově

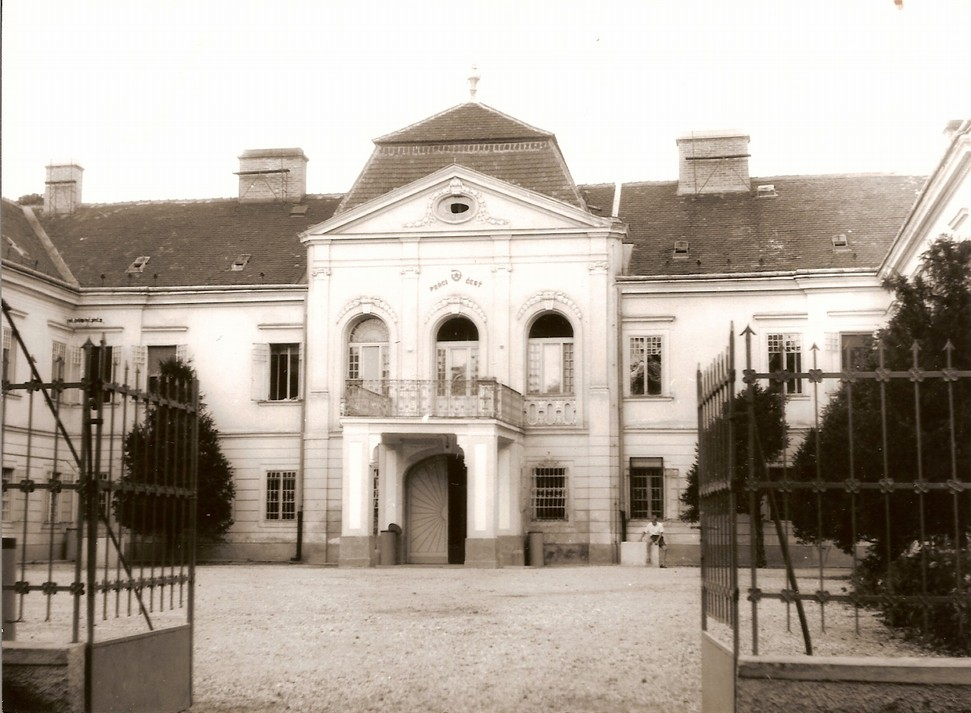
Nádvoří zámečku v 50. letech 20. století

Kaštel v Tomášově (nebo Zámeček Majorháza) se nachází na jihozápadním okraji obce Tomášov, přibližně 10 kilometrů západně od Bratislavy. Kaštel je zapsán v seznamu Národních kulturních památek SR.

## Historie
Zámeček vznikl v letech 1766–1769, v období klasicizujícího rakouského baroka. Na svém dříve zakoupeném panství ho dal postavit baron Ján Jeseňák. Okolní lesy byly upraveny na krajinářský park, do kterého si majitelé vozili ze svých cest po celém světě vzácné dřeviny.
Někdejší luxus zámečku natolik zaujal dobového cestovatele Gottfrieda von Rotenstein, že o něm ve svém cestopise "Cesta Rakouskem a Moravou do Brna v září 1782" zanechal písemnou zprávu, ve které vzpomíná noblesu salonů, zvláštní výzdobu obrazárny, pohostinnost i rozlehlý park s půvabnou zahradní architekturou, pavilony, památníky, sochami a kuriózní dýňovou zahradou. Popisuje terasu nad jezerem, na které balustrádě vítali hosty kamenné sochy hudebníků.
Po vymření mužských potomků Jesenákovského rodu se v polovině 19. století dostal zámeček provdáním Luisy Jesenákovej do vlastnictví Draškóciů, dalšího významného uherského šlechtického rodu, jehož kořeny sahají do slovenského Turce.
Přestavba zámečku provedena na konci 19. století se spojuje se jménem hraběnky Klementina Vayovej, rozené Draškóciovej. K východnímu křídlu starého barokního zámečku dala přistavit kapli.
V roce 1914 (uvádí se i rok 1908) kupuje od vdovy po Dionýsovi Vayovi Klementiny, rozené Draškóciové, zámeček i s pozemky obchodník Alojz Strasser von Gyésvár (z Gyováru). V roce 1915 zámeček zachvátil požár, při následné rekonstrukci musela být kompletně vyměněna původní břidlicová střecha.
Během první světové války byla v kostele zřízena vojenská nemocnice pro vojáky císařsko-královské armády. Po smrti Aloise Strassera v roce 1935 zámeček zdědil jeho syn Rudolf. V 40. letech 20. století poskytovaly Strasserové bohatě zařízené pokoje turistům na ubytování jako jistý druh hotelového zařízení.
Po druhé světové válce byl zámeček znárodněn a využíván jako nápravně výchovné zařízení nejprve pro dívky, později pro chlapce. V roce 1993 byl v rámci restitucí vráceno rodině Strasserů. Využívali však pouze horní patro jeho východního křídla, kde byl zřízen apartmán. Zbytek objektu nadále ponechali nápravně výchovnému ústavu. V roce 2006 pan Rudolf von Strasser zámeček odprodal novým vlastníkům, kteří chátrající historický objekt v letech 2007 až 2010 zrekonstruovali a změnili na hotelové zařízení pod názvem Art Hotel Kaštieľ.